# Budíkovice
Budíkovice ( Budíkovice, něm. Budikowitz, původně Bohdíkovice) jsou vesnice, část města Třebíče. Je zde autobusová zastávka, koupaliště a kaplička. Ve vesnici žije 245 obyvatel.

## Historie
První písemná zmínka o obci pochází z roku 1556, kdy v obci žilo 16 láníků a jeden dvořák, tj. majitele nebo nájemce dvora.
Tito dvořáci byli následníky mana třebíského kláštera, který do roku 1556 bydlel ve zdejším dvoře.
V roce 1556 je také připomínáno, že k obci patří zaniklá ves Radíčovice, tehdy již pustá.
V r. 1900 bylo v obci 12 láníků, 3 čtvrtláníci, deset chalupníků a jedna hospoda.
Od roku 1902 v obci působila Národní jednota pro jihozápadní Moravu. Dále v obci působil spolek Domovina, a to od roku 1923. Oba spolky zanikly po druhé světové válce.
Obecní škola byla založena roku 1912, od roku 1924 byla jednotřídní.

### Současnost
Dnes je obec součástí města Třebíče. V obci se nachází obchod se smíšeným zbožím, autobusová zastávka PAD, koupaliště a kaplička. V obci se také nachází rekreační zařízení ZŠ TGM Třebíč, kde se konají letní dětské tábory.
V budoucnu by také mohla být napojena na systém MAD Třebíč. Na Vánoce roku 2008 byl v obci zrušen obchod. Provozovatelé Svobodovi odešli do důchodu a žádný nástupce se nenašel.[zdroj?] V roce 2018 svazek Vodovody a kanalizace Třebíč vybudoval v obci splaškovou kanalizaci, stávající sloužila pouze pro odvod dešťové vody.

### Vývoj počtu obyvatel
Počet obyvatel až na drobné výkyvy dlouhodobě roste.
| Rok            | 1869 | 1880 | 1890 | 1900 | 1910 | 1921 | 1930 | 1950 | 1961 | 1970 | 1980 | 1991 | 2001 |     |
| -------------- | ---- | ---- | ---- | ---- | ---- | ---- | ---- | ---- | ---- | ---- | ---- | ---- | ---- | --- |
| Počet obyvatel | 166  | 182  | 186  | 178  | 176  | 211  | 210  | 209  | 182  | 204  | 193  | 225  | 204  | 199 |

Grafy počtu obyvatel
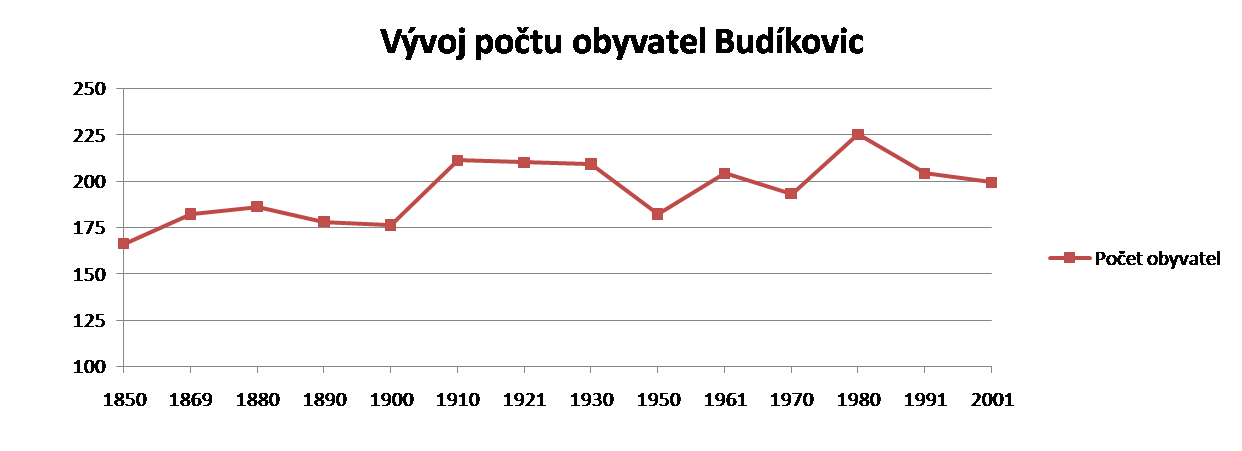
Graf znázorňující růst počtu obyvatel Budíkovic

## Osobnosti
- Mohamed Ali Šilhavý (1917–2008), pedagog

## Fotogalerie

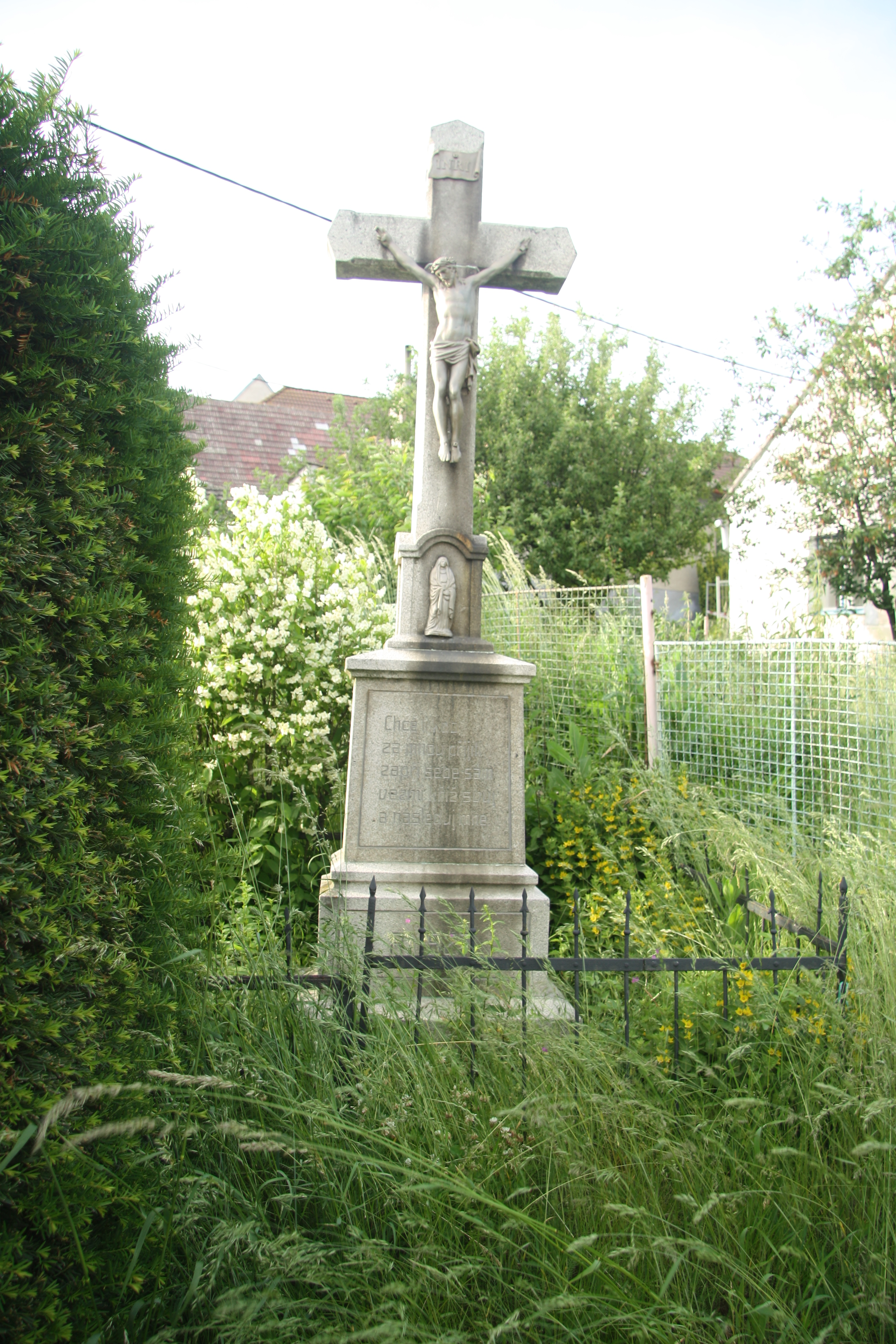
Kamenný kříž na návsi
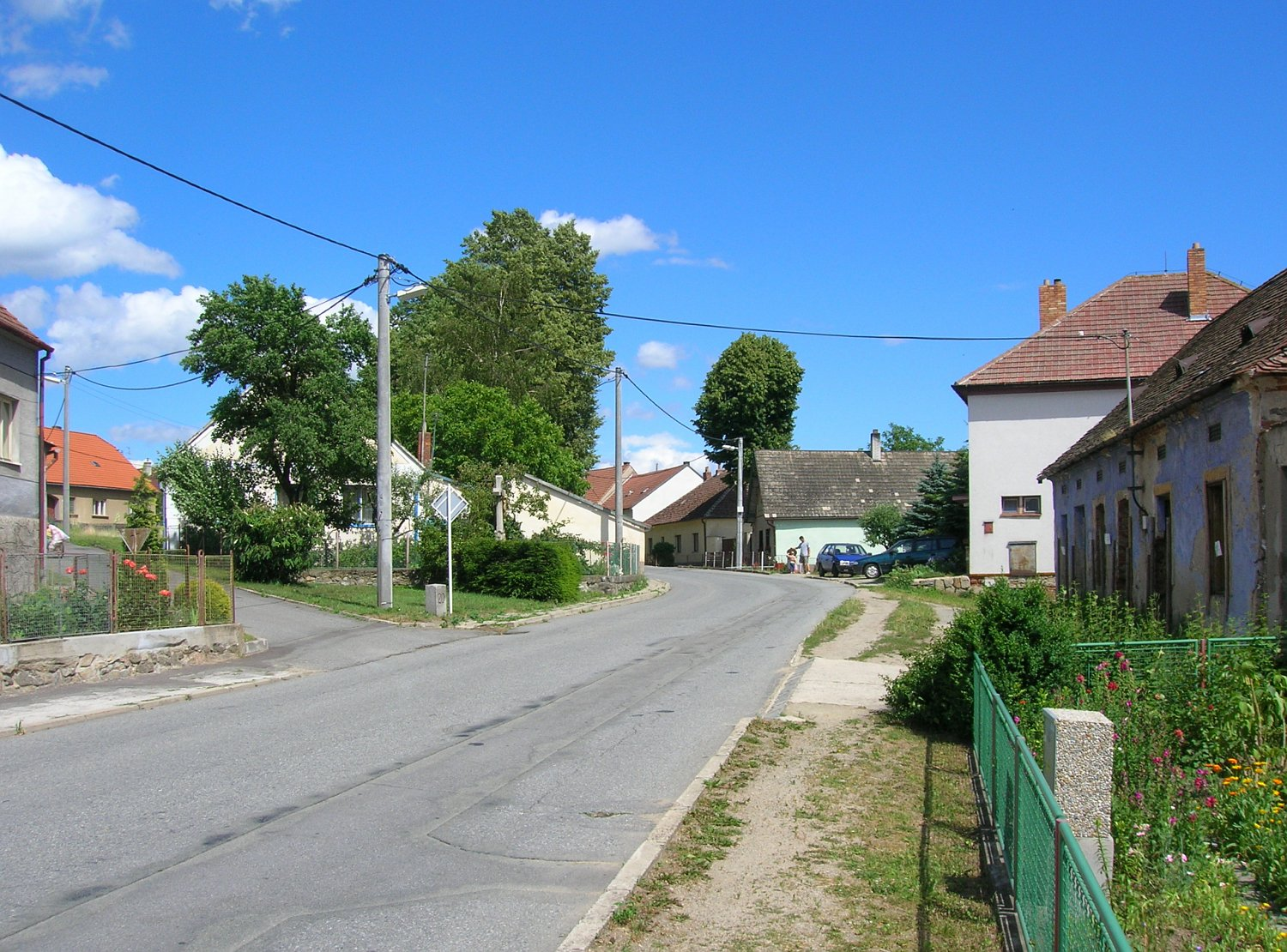
Ve středu Budíkovic
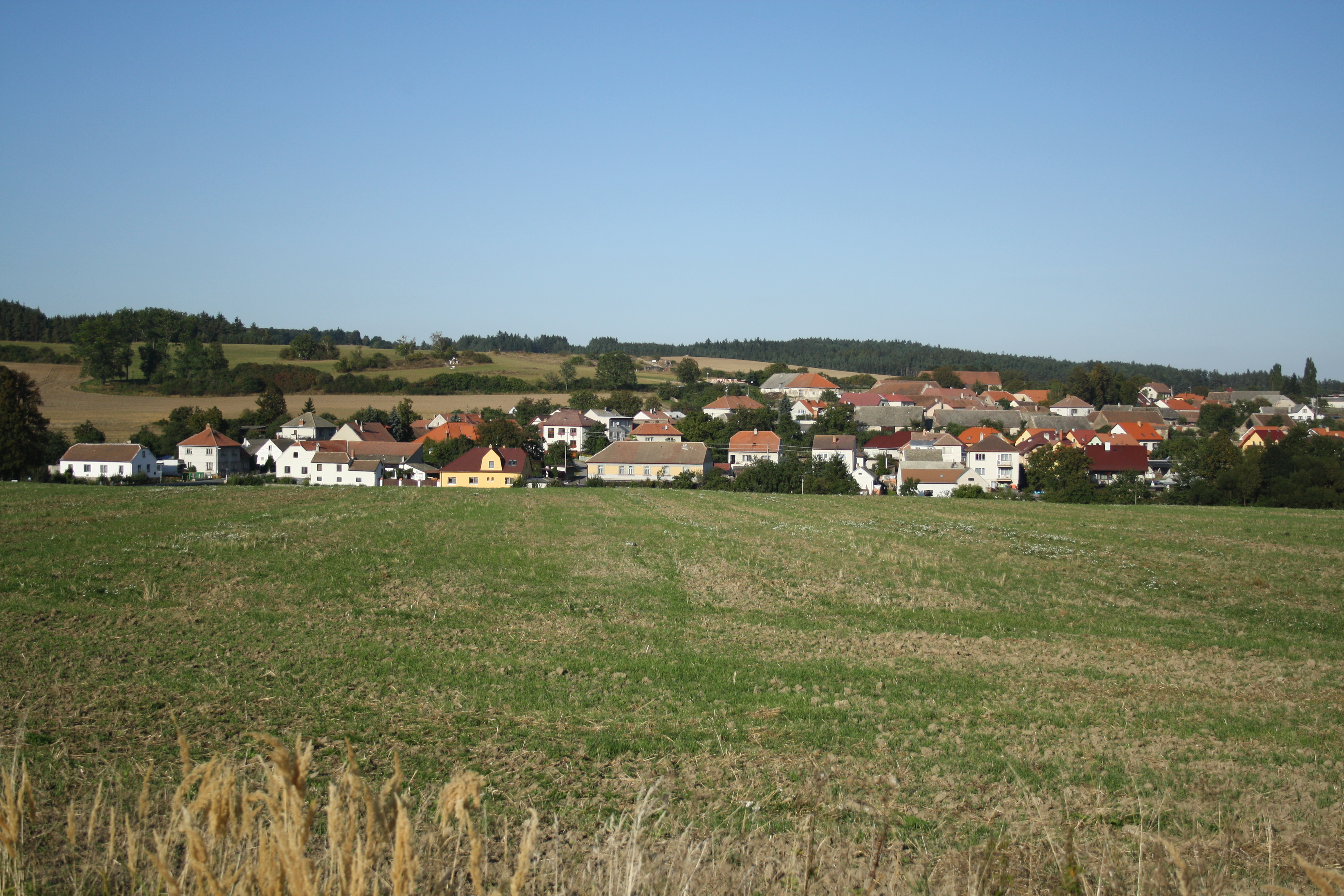
Pohled z jihovýchodu
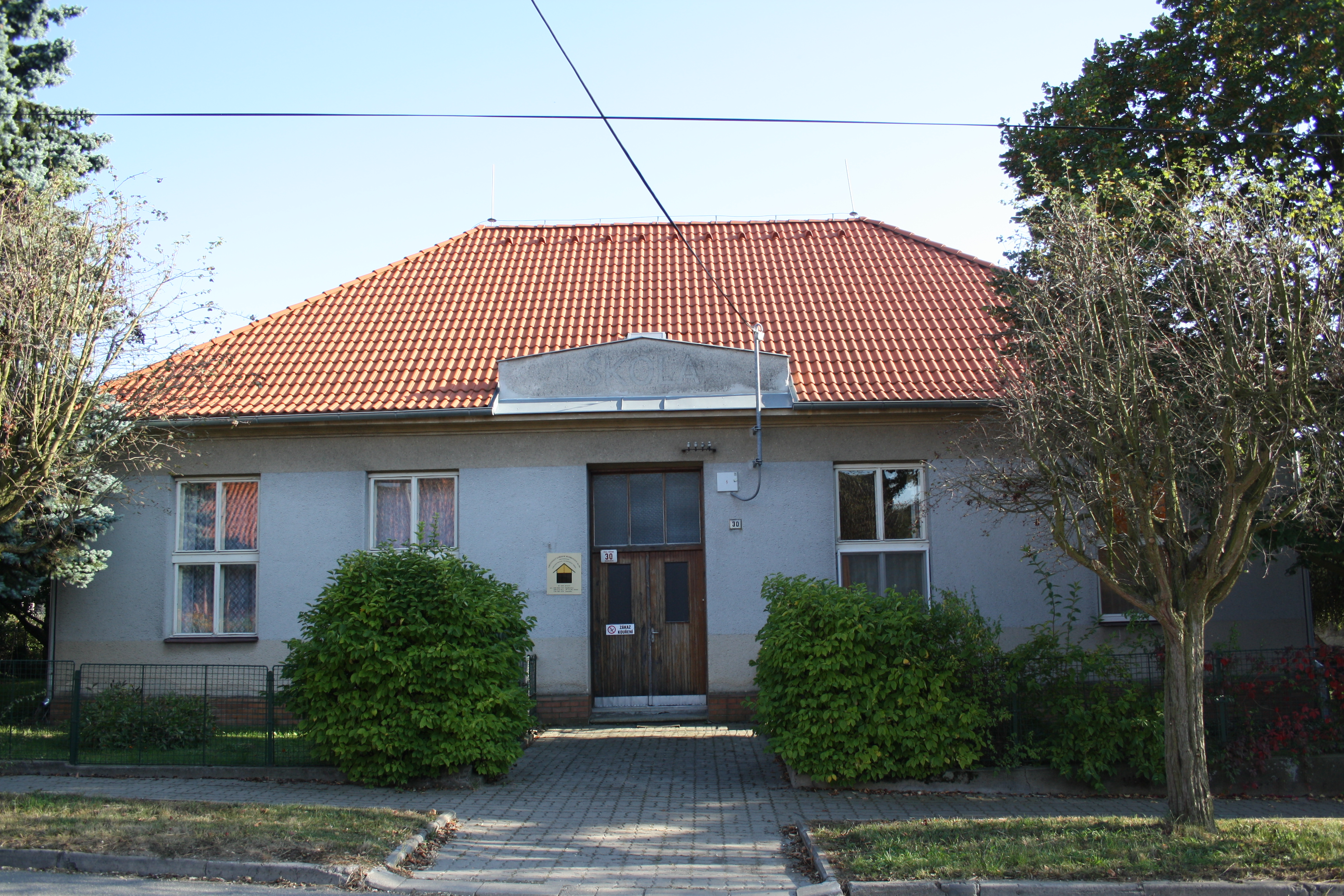
Budova dětského tábora v Budíkovicích, dříve škola